# سینمای فلسطین
سینمای فلسطین در مقایسه با سینمای عرب در مجموع، نسبتاً نوپاست. بسیاری فیلم‌های فلسطینی با بودجه و حمایت اروپا و اسرائیل ساخته می‌شوند. فیلم‌های فلسطینی تنها به عربی ساخته نمی‌شوند و برخی از آن‌ها به زبان انگلیسی، فرانسوی یا عبری هستند.